# Ponto Libra

Equinócio vernal ou primeiro ponto de Áries com o seu oposto, o ponto Libra.

O Ponto Libra, em Astronomia, é o ponto diametralmente oposto ao Ponto Áries. Nesse ponto, o Sol passa do Hemisfério Norte ao Hemisfério Sul, ocorrendo por volta de 22 de setembro, início do Outono no Hemisfério Norte, quando a ascensão reta é zero e a declinação astronômica é também zero. 
Com a Precessão dos equinócios esse ponto recua 50,25" (segundos angulares) a cada ano. Esse ponto foi determinado há cerca de 2000 anos, a partir duma linha reta que o une ao ponto Áries. Nessa época, essa reta apontava a constelação de Libra. Hoje, porém, em função da Precessão dos equinócios, esse ponto marca a constelação de Virgo.